# Socialdemocracia y Progreso de Andorra
Socialdemocracia y Progreso de Andorra (en catalán: Socialdemocràcia i Progrés d'Andorra) (SDP) es un partido político de Andorra. Está liderado por Víctor Naudi Zamora.

## Historia
Creado en mayo de 2013, el SDP participó por primera vez en las elecciones parlamentarias de 2015 en 5 parroquias con unas líneas claras y unas propuestas concretas. Defendiendo la economía de libre mercado dentro de un estado fuerte, que vele por la igualdad de oportunidades y garantice los derechos de los más débiles. Para las elecciones de 2019 no se presentaron, pidiendo el voto para el Partido socialdemócrata.

## Resultados electorales

### Elecciones al Consejo General
| Elección | Líder             | Votos | %     | Escaños | +/–   | Posición | Gobierno           |
| -------- | ----------------- | ----- | ----- | ------- | ----- | -------- | ------------------ |
| 2015     | Víctor Naudi      | 1,728 | 11.75 | 2/28    | Nuevo | 4°       | Oposición          |
| 2019     | Josep Roig Carcel | 1,044 | 5.87  | 0/28    | 2     | 5°       | Extraparlamentario |
| 2023     | Víctor Naudi      | 4,036 | 21.05 | 3/28    | 3     | 3°       | A determinarse     |